# يوشينوري سوزوكي
يوشينوري سوزوكي (باليابانية: 鈴木 義宜) (11 سبتمبر 1992 في ميازاكي في اليابان – )؛ هو لاعب كرة قدم ياباني سابق كان يلعب كمدافع.

## وصلات خارجية
- يوشينوري سوزوكي على موقع رابطة كرة القدم اليابانية للمحترفين (اليابانية)
- يوشينوري سوزوكي على موقع قاعدة بيانات كرة القدم.إي يو (الإنجليزية)
- يوشينوري سوزوكي على موقع Soccerway.com (الإنجليزية)
- يوشينوري سوزوكي على موقع عالم كرة القدم.نت (الإنجليزية)